# Abenteuer in Borneo
Abenteuer in Borneo (Originaltitel: Pursued) ist ein US-amerikanisches Filmdrama aus dem Jahr 1934 von Louis King mit Rosemary Ames und Victor Jory in den Hauptrollen. Das Drehbuch basiert auf der Kurzgeschichte The Painted Lady von Larry Evans.

## Handlung
David Landeen aus San Francisco kommt im Hafen von Ropangi in Britisch-Nord-Borneo an, um die Plantage seines verstorbenen Onkels auf der Nachbarinsel Tilo zu übernehmen. Beauregard, dem die nächste Plantage gehört und der die Kontrolle über das Landeen-Anwesen übernommen hat, schickt eine Gruppe Inselbewohner, um David zu verprügeln und seine Papiere zu stehlen. Die Einheimischen lassen David schwer verletzt zum Sterben zurück. Die Sängerin Mona findet und rettet ihn. Mona ruft den Arzt Dr. Steiner, der ihr berichtet, dass David vorübergehend erblindet ist und er sich trotz Monas Protesten in Monas Zimmer erholen muss, da die tropische Sonne seine Augen dauerhaft schädigen könnte. 
Am Abend bittet Beauregard Mona, mit ihm auf seiner Insel zu leben, und er versucht, ihr eine Perle zu schenken. Sie lehnt beide Angebote ab, ihre Freundin Gilda tadelt sie, weil sie Beauregards Gabe nicht ausnutzt. Beauregard folgt Mona nach Hause und nachdem er sich gewaltsam Zutritt zu ihrem Zimmer verschafft hat, sieht er eine Gestalt im Bett, die er nicht als David erkennt. Als Beauregard Mona packt, schlitzt sie ihm mit einem Messer den Arm auf. Mona ist beschämt über die Situation und erzählt David, dessen Augen immer noch verbunden sind, dass ihre Wohnung eigentlich ein Flügel eines großen Plantagenhauses ist, das ihrem reichen Vater gehört. Als David Mona erklärt, dass er sie liebt, zieht er vorzeitig die Verbände von seinen Augen, rühmt ihre Schönheit und bittet sie dann, ihn zu heiraten. Sie stimmt zu, aber Gilda ist sich sicher, dass David sie verlassen wird, wenn er herausfindet, dass sie nicht die Tochter eines reichen Mannes, sondern nur eine Kabarettsängerin ist. 
Mona sucht den Rat ihres Freundes Dr. Steiner, der ihr empfiehlt, nach San Francisco zu gehen, wo er ihr einen Job als Krankenschwesterschülerin vermitteln wird. Mona beschließt, seinen Rat anzunehmen und schreibt in einer Notiz, die sie David hinterlässt, dass sie weggehen wird, um das Mädchen zu werden, für das er sie hält. Am Hafen lockt Beauregard Mona an Bord eines Schoners, indem er ihr eine Fahrt nach Sandican anbietet, wo sie, so sagt er, ein Schiff in die USA nehmen kann. Beauregard bringt sie jedoch zu seiner Plantage auf Tilo und hält sie dort mit Gewalt fest, in der Hoffnung, dass sie ihn irgendwann will. Als er entdeckt, dass Mona gegangen ist, sagt David Dr. Steiner, dass ihre Vergangenheit ihm egal sei. Der Arzt überzeugt ihn, ihr eine Chance zu geben, ihr Leben neu zu gestalten. 
Eine Woche später kommt der inzwischen genesene David auf Tilo an, um die Plantage seines Onkels zu übernehmen. Er ist schockiert, Mona in Beauregards Haus zu sehen. Als sie so tut, als wäre ihre Romanze nicht ernst gemeint, geht David angewidert in sein eigenes Haus. Beauregard weist seinen Kumpanen Hansen an, David zu töten, aber Hansen weigert sich und Beauregard schlägt ihn nieder. Mona, die ihren Streit belauscht hat, bringt eine Waffe an sich, aber Beauregard nimmt sie ihr weg. Nachdem sie um Davids Leben gefleht und erzählt hat, wie sie ihn kennengelernt hat, schlägt Beauregard sie und geht mit seiner Waffe zu David. Mona folgt ihm und greift ihn an, als er im Begriff ist, David zu erschießen. David greift ein und kann die Waffe ergreifen. Während Mona David erklärt, dass sie Ropangi nicht freiwillig mit Beauregard verlassen hat, schnappt sich Beauregard die Waffe wieder und die beiden Männer kämpfen erneut. Als Hansen ankommt, schlägt Beauregard David nieder. Mona ergreift die Waffe, und als Beauregard im Begriff ist, David mit seiner Machete zu töten, schießt Mona dreimal auf Beauregard. Hansen erzählt den Eingeborenen, dass Beauregard durch einen Unfall gestorben ist. Während David bewusstlos ist, geht Mona zum Boot, um abzureisen. David erwacht jedoch und hält sie davon ab, zu gehen, indem er ihr sagt, dass er sie braucht. Sie fällt auf die Knie und sie umarmen sich.

## Hintergrund
Gedreht wurde der Film von Mitte Juni bis zum 9. Juli 1934.
Fox ließ auch eine spanischsprachige Version dieses Films drehen mit dem Titel Nada más que una mujer. Der Arbeitstitel der englischsprachigen Version war Wanted. Laut Informationen in der Twentieth Century-Fox Produced Scripts Collection in der UCLA Arts-Special Collections Library der UCLA wurden 1930 auf der Geschichte basierende Abhandlungen von Hayden Talbot, John Russell, Basil Woon und Paul Dickey geschrieben. Es ist nicht bekannt, ob irgendetwas von ihrem Material für den endgültigen Film verwendet wurde.
Laut Pressemeldungen wurde der Film von der „Catholic Church's Legion of Decency“ auf eine Bannliste gesetzt. Fox hatte zuvor zwei Filme auf Grundlage derselben Vorlage produziert. 1917 drehte Frank Lloyd When a Man Sees Red, 1924 wurde Die Insel der Gestrandeten (The Painted Lady) von Chester Bennett in Szene gesetzt.
Duncan Cramer war für das Szenenbild zuständig.
Am 24. August 1934 erschien der Film in den US-Kinos.